# Michael Alram
Michael Alram (* 18. April 1956 in Wien) ist ein österreichischer Numismatiker.

## Leben
Alram studierte seit 1974 Klassische Archäologie, Antike Numismatik und Alte Geschichte an der Universität Wien, wo er 1982 bei Robert Göbl und Manfred Mayrhofer mit der Dissertation Materialgrundlagen zu den iranischen Personennamen auf antiken Münzen: achaimenidische Satrapen, Persis, Sakas und Pahlavas promoviert wurde.
Von 1977 bis 1982 war er Mitarbeiter der Iranischen Kommission der Österreichischen Akademie der Wissenschaften für das Forschungsprojekt „Iranische Personennamen auf antiken Münzen“ des „Iranischen Personennamenbuches“. Seit 1982 war er Mitarbeiter der Numismatischen Kommission der Österreichischen Akademie der Wissenschaften.
Seit 1982 ist er als Lektor am Institut für Numismatik der Universität Wien tätig, an der er 1987 habilitiert wurde.
Seit 1987 war Alram als Kustos am Münzkabinett des Kunsthistorischen Museums in Wien tätig, wo er für die byzantinischen, mittelalterlichen und orientalischen Münzen zuständig war. Seit 2001 war er stellvertretender Direktor, von 2008 bis 2020 war er Direktor des Münzkabinetts.
Alram ist seit 1998 korrespondierendes, seit 2003 wirkliches Mitglied der philosophisch-historischen Klasse der Österreichischen Akademie der Wissenschaften.
Am 19. April 2013 wurde Alram zum Vizepräsidenten der Österreichischen Akademie der Wissenschaften für eine vierjährige Amtsperiode ab dem 1. Juli 2013 gewählt. Im April 2017 wurde er für die Funktionsperiode 1. Juli 2017 bis 30. Juni 2022 in seiner Funktion bestätigt.

## Auszeichnungen
- 2013 Medaille der Royal Numismatic Society
- 2014 Ehrenpreis der Gesellschaft für Internationale Geldgeschichte (GIG)
- 2016 Huntington Medal Award
- 2024 Mitglied der Academia Europaea

## Veröffentlichungen (Auswahl)
- Stand und Aufgaben der arsakadischen Numismatik. In: Josef Wiesehöfer (Hrsg.): Das Partherreich und seine Zeugnisse. The Arsacadic Empire: Sources and Documentation. Colloquium Eutin 1996 (= Historia Einzelschriften. Band 122). Stuttgart 1998, S. 365–387.
- Die Kunst im Sasanidenstaat. In: Wilfried Seipel (Hrsg.): 7000 Jahre persische Kunst. Meisterwerke aus dem Iranischen Nationalmuseum in Teheran: Eine Ausstellung des Kunsthistorischen Museums Wien und des Iranischen Nationalmuseums in Teheran. Kunsthistorisches Museum, Wien 2001, S. 262–295.